# Pseudomicrocentria
Pseudomicrocentria är ett släkte av spindlar. Pseudomicrocentria ingår i familjen täckvävarspindlar.
Kladogram enligt Catalogue of Life:
| Pseudomicrocentria | \| \| Pseudomicrocentria minutissima \| \| \| \| \| \| Pseudomicrocentria simplex \| \| \| \| |
|                    | \| \| Pseudomicrocentria minutissima \| \| \| \| \| \| Pseudomicrocentria simplex \| \| \| \| |
|                    | Pseudomicrocentria minutissima                                                                |
|                    |                                                                                               |
|                    | Pseudomicrocentria simplex                                                                    |
|                    |                                                                                               |